# Forró
Forró é uma festa e um gênero musical originário da Região Nordeste do Brasil, bastante popular e comum, especialmente, nas festas juninas. O nome da festa forró é usado para nomear distintos gêneros musicais como o xote, baião, arrasta-pé e o xaxado, por isso quem não conhece suas histórias, as confundem com um gênero único. As músicas são executadas tradicionalmente por trios instrumentais com acordeão ("sanfona"), zabumba e triângulo.
Forró também é um dos gêneros musicais da festa forró, o qual foi criado por Luiz Gonzaga em 1958. A dança do xote (dois pra lá e dois pra cá) passou a acompanhar as músicas desse novo gênero e a ser chamada de dança do forró.
Os gêneros musicais executados nos forrós, desde a década de 90 também são chamados agrupadamente de forró pé-de-serra.
Conhecido e praticado em todo o Brasil, o forró é especialmente popular nas cidades brasileiras de Campina Grande e Caruaru, que sediam as maiores festas juninas do país. Já nas capitais Aracaju, Fortaleza, João Pessoa, Natal, Maceió, Recife, Teresina, São Luís e Salvador são tradicionais as festas e apresentações de bandas de forró em eventos privados que atraem especialmente os jovens.
Em 2021 o forró foi reconhecido como patrimônio cultural imaterial do Brasil.

## Origem do nome
O termo "forró", segundo o filólogo pernambucano Evanildo Bechara, é uma redução de forrobodó, que por sua vez é uma variante do antigo vocábulo galego-português forbodó, corruptela do francês faux-bourdon, que teria a conotação de desentoação. O elo semântico entre forbodó e forrobodó tem origem, segundo Fermín Bouza-Brey, na região noroeste da Península Ibérica (Galiza e norte de Portugal), onde "a gente dança a golpe de bumbo, com pontos monorrítmicos monótonos desse baile que se chama forbodó".

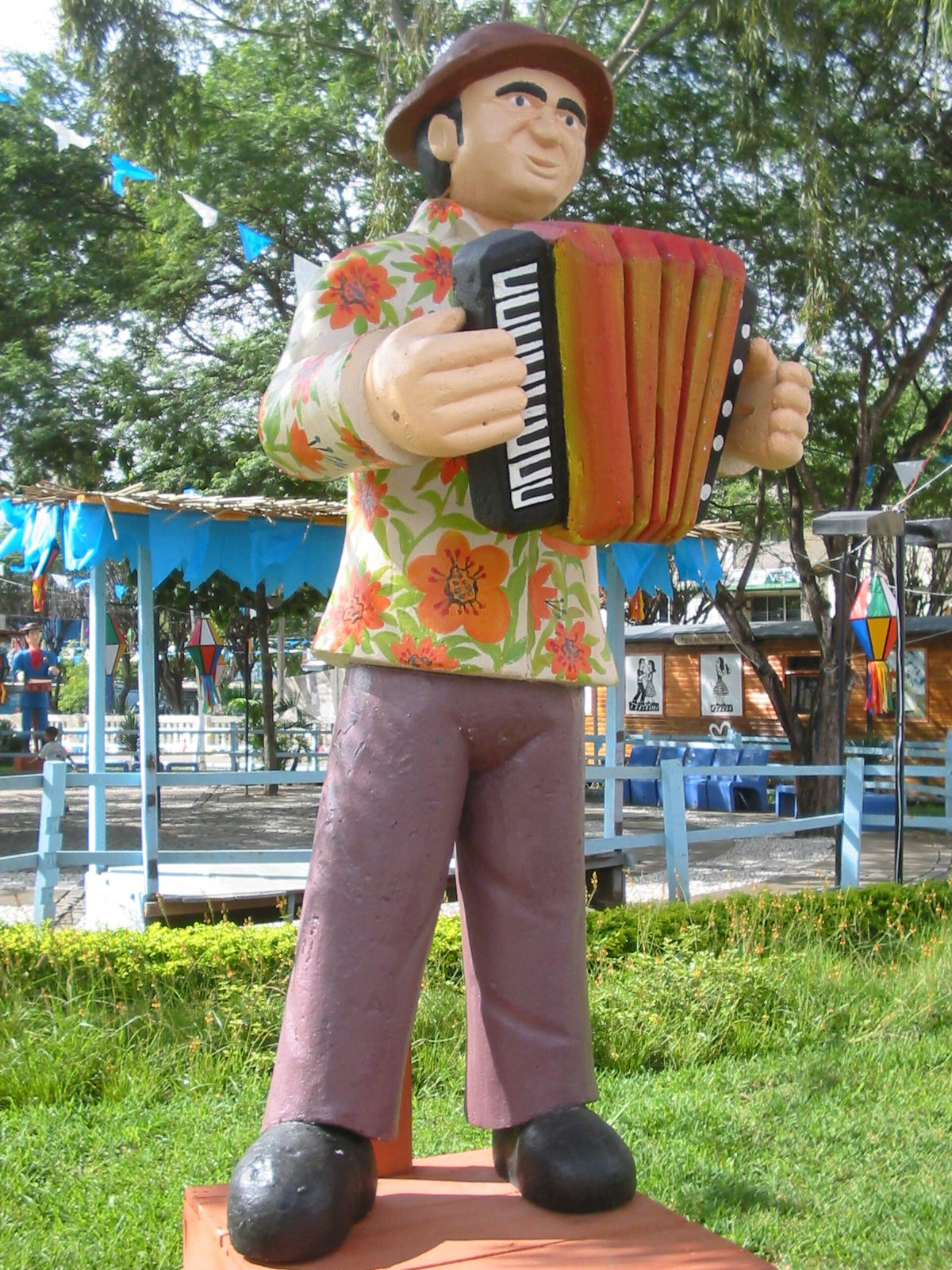
Escultura em barro pintado de um sanfoneiro, um dos músicos que integram as bandas de forró. Caruaru, Pernambuco.

Na etimologia popular (ou pseudoetimologia) é frequente associar a origem da palavra "forró" à expressão da língua inglesa for all (para todos). Para essa versão foi inventada uma engenhosa história: no início do século XX, os engenheiros britânicos, instalados em Pernambuco para construir a ferrovia Great Western, promoviam bailes abertos ao público, ou seja for all. Assim, o termo passaria a ser pronunciado "forró" pelos nordestinos. Outra versão da mesma história substitui os ingleses pelos estadunidenses e Pernambuco por Parnamirim (Rio Grande do Norte) do período da Segunda Guerra Mundial, quando uma base militar dos Estados Unidos foi instalada nessa cidade.
Apesar da versão bem-humorada, não há nenhuma sustentação para tal etimologia do termo. Em 1912, estreou a peça teatral "Forrobodó", escrita por Carlos Bettencourt (1890-1941) e Luís Peixoto (1889-1973), musicada por Chiquinha Gonzaga e em 1937, cinco anos antes da instalação da referida base militar em território potiguar, a palavra "forró" já se encontrava registrada na história musical na gravação fonográfica de “Forró na roça”, canção composta por Manuel Queirós e Xerém.

## História
Os bailes populares eram conhecidos em Pernambuco por "forrobodó" ou "forrobodança" ou ainda "forrobodão" já em fins do século XIX.
O forró tornou-se um fenômeno pop em princípios da década de 1950. Em 1949, Luiz Gonzaga gravou "Forró de Mané Vito", de sua autoria em parceria com Zé Dantas e em 1958, "Forró no escuro". No entanto, o forró popularizou-se em todo o Brasil com a intensa imigração dos nordestinos para outras regiões do país, especialmente, para as capitais: Brasília, Rio de Janeiro e São Paulo. Nos anos 60, além de Luiz Gonzaga, destacaram-se artistas como Marinês, Ary Lobo, Zito Borborema, Luiz Wanderley, Sebastião do Rojão, Jacinto Silva e muitos outros.
Nos anos 1970, surgiram, nessas e em outras cidades brasileiras, "casas de forró". Foi nessa década que surgiu a moda do forró de duplo sentido, consagrada pelas composições e interpretações de João Gonçalves. Outros grandes cantores do período foram Zenilton e Messias Holanda. No fim dessa década, intrumentos como a bateria, o baixo elétrico e a guitarra elétrica já eram introduzidos nas gravações de discos de vários artistas, como Dominguinhos, Jackson do Pandeiro, Trio Nordestino, Genival Lacerda e Alcymar Monteiro.
A década de 1980 foi de crise para o forró, o que fez com que grandes nomes do gênero aderissem ao duplo sentido das letras para atrair a atenção do público. Foi a década do chamado "forró malícia" representado por nomes como Genival Lacerda, Clemilda, Sandro Becker, Marivalda entre outros. Foi nessa década que a bateria (esporadicamente utilizada nos anos 70) foi inserida oficialmente na instrumentação do gênero, assim como a guitarra, o baixo elétrico e, mais raramente, os metais.
Em 1989, o forró ganhou destaque internacional através da coletânea Brazil: Forró - Music for Maids and Taxi Drivers, que foi indicada a um Grammy Awards na categoria Best Traditional Folk Album.
Ainda assim, na década de 1980  terminou com o falecimento do Rei do Baião (Luiz Gonzaga) e fazendo com que  o gênero não conseguisse recuperar o prestígio consolidado. Nos anos 1990, surgia um movimento que procurou dar novo fôlego ao forró, adaptando-o ao público jovem (porém perdendo a originalidade do gênero): era o nascimento das bandas de "forró eletrônico", surgidas no Ceará, cuja pioneira foi a Mastruz com Leite. Outros grandes nomes desse movimento são Calcinha Preta, Magníficos e Limão com Mel.

### Modernização
A modernização musical do forró iniciou no final da década de 1970, quando a bateria passou a ser utilizada de forma sutil em disco de artistas como Trio Nordestino, Os 3 do Nordeste, Genival Lacerda, Alcymar Monteiro e outros. Na década de 1980, a bateria, guitarra elétrica e baixo elétrico faziam parte oficialmente da instrumentação dos discos de forró. Luiz Gonzaga passou a fazer uso constante desses instrumentos a partir do seu álbum de 1980, "O homem da terra".
No início da década de 1990, surgiu no Ceará um novo meio de produzir músicas de forró, com a introdução de instrumentos como o teclado e o sax e a retirada da zabumba, mesclando com elementos da lambada, música pop e axé music, o movimento ficou conhecido como forró eletrônico ou estilizado. Seu precursor foi o produtor musical e empresário Emanuel Gurgel, responsável pelas bandas Mastruz com Leite, Forró Cavalo de Pau, Mel com Terra e Catuaba com Amendoim. O principal meio de divulgação foi a rádio Som Zoom Sat e a gravadora Som Zoom Estúdio, pertencentes a Gurgel. Tal pioneirismo recebeu críticas por transformar o forró num produto.
Várias bandas de forró notabilizaram-se por fazer versões de clássicos do rock e do pop internacional.
A banda de rock Raimundos fez muito sucesso nos anos 1990 com o gênero, forrocore, um misto de forró com o hardcore, desde a composição musical até as letras.
Na década de 2010 o cantor Wesley Safadão se tornou um dos nomes mais conhecidos do "forró estilizado" em nível nacional no Brasil.

### Revitalização

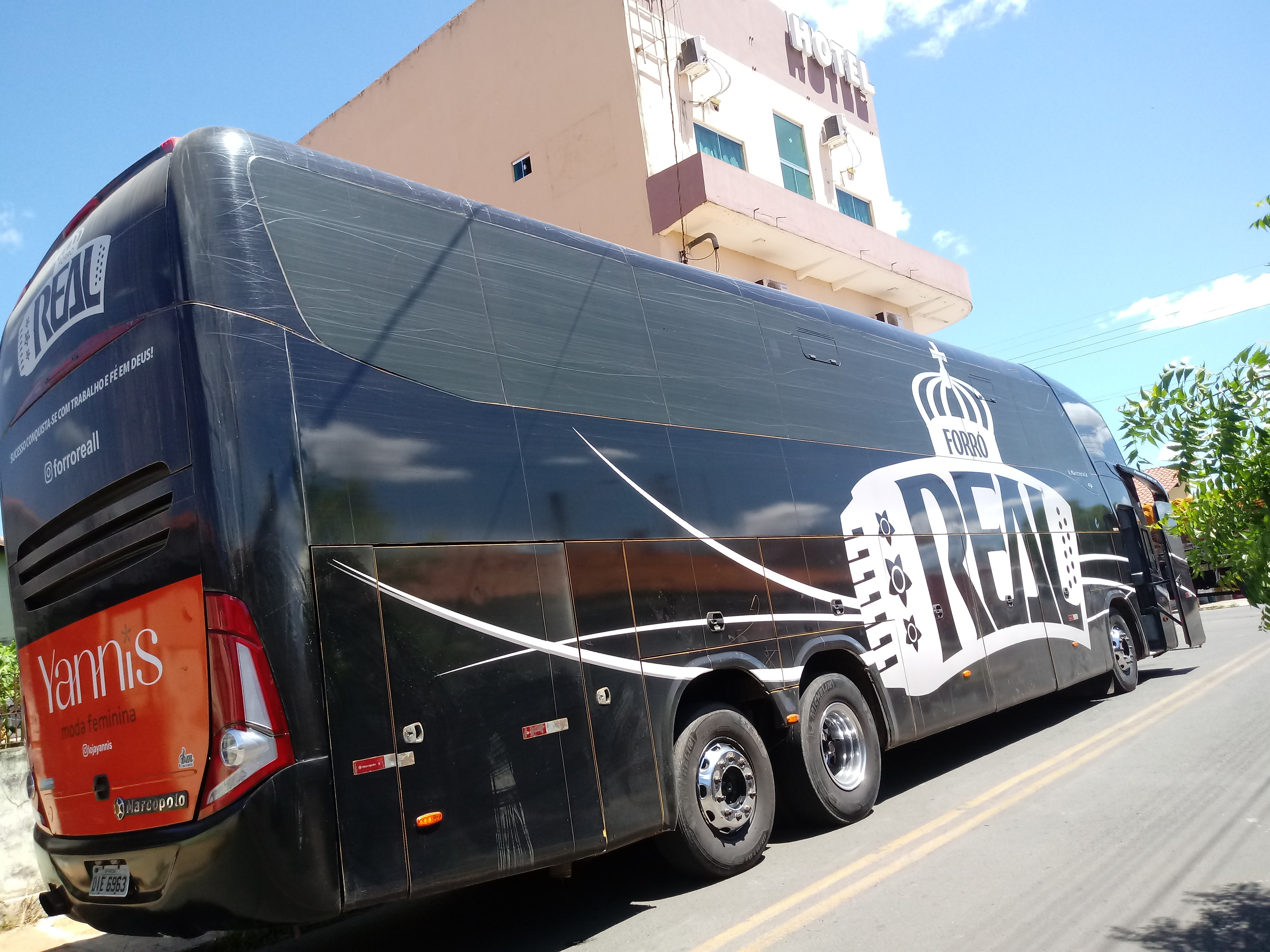
Ônibus da banda Forró Real.

No fim da década de 1990 e início da de 2000 em São Paulo, as músicas do forró pé-de-serra foram revitalizadas na grande mídia com o surgimento de grupos e artistas solo como o Rastapé, Bicho-de-pé e o Falamansa. O estilo desses artistas ficou conhecido como "forró universitário", o nome é devido a se apresentarem em festas universitárias paulistanas. Ele executa gêneros musicais do forró original com acréscimos ou mudanças instrumentais.
O estilo musical pé-de-serra e universitário são na prática muito parecidos e são geralmente diferenciados pela localização geográfica dos artistas e pelo período histórico. Forró pé-de-serra, também conhecido como forró tradicional, é a expressão utilizada para designar os estilos mais tradicionais (xote, baião e arrasta-pé), que possuem como instrumentos característicos o sanfona, zabumba e triângulo, diferentemente dos estilos mais estilizados que usam instrumentos elétricos, como o forró eletrônico.
O Forró Pé-de-serra ou Forró Tradicional designa de um estilo do original de sua criação tendo os principais representantes de sua música, como Luiz Gonzaga, Dominguinhos, Jackson do Pandeiro, Marinês, Alcymar Monteiro e Sivuca.
Em comparação com o forró pé-de-serra, a dança no universitário sofreu muitas alterações e tornando-se completamente diferente no nordeste (pé-de-serra) e no sudeste (universitário).

### O "forró de favela" e o novo forró romântico da década de 2010
Na década de 2010 surgiu uma nova geração de bandas de forró que apostaram em um ritmo mais lento do que o que se conhecia no forró até então, ( o xote) e em letras que falavam de romantismo e de temas considerados mais populares entre as populações das periferias das cidades do Nordeste brasileiro.
Embora a existência de letras românticas não fosse nenhuma novidade no forró desde a sua criação, e nas bandas da década de 1990 como Limão com Mel, Mastruz com Leite e Calcinha Preta, entre outras, esta nova geração de bandas se destacou por representar uma "retomada" do romantismo após um período em que esta temática esteve em baixa entre as bandas de forró de maior sucesso entre o público, e principalmente pela inovação do ritmo mais lento.
Foi aí que surgiram muitas bandas que seguiram estilo semelhante, alternando as letras românticas com letras que apresentavam temáticas consideradas mais voltadas para o "povão" como amor a primeira vista , sexo, bebida alcoólica,  traições, adultério, como traições em relacionamentos e exames de paternidade, razão pela qual este movimento musical foi apelidado de forró de favela.
O forró de favela apresenta elementos de semelhança com o estilo musical contemporâneo chamado de "brega romântico do Recife", inclusive com a produção de versões das mesmas músicas estrangeiras.

### A pisadinha e o piseiro
No começo dos anos 2000 também surge no interior do Nordeste brasileiro uma nova vertente do forró conhecida como "pisadinha". A pisadinha é inicialmente um fenômeno inerente às zonas rurais e às pequenas cidades do interior nordestino, em contraste com o forró de favela, o qual nasceu e se desenvolveu nas grandes capitais. Rapidamente, no entanto, a pisadinha começa a alcançar sucesso comercial e a chegar às grandes metrópoles da região tendo como pioneiros nessa vertente os cantores: Nelson Nascimento (Rei da Pisadinha), Forró 100 Preconceito e Cintura de Mola.
Já no fim dos anos 2010 surge mais uma modernização e acréscimo de equipamentos e tecnologia nas produções , composições , shows e eventos. Com uma nova coreografia e jeito de dançar surge o "Piseiro". Com artistas na linha de frente como: Barões da Pisadinha , Eric Land e Zé Vaqueiro.

### O "forró das antigas"
Em meados da década de 2010, a partir da realização de festivais e coletâneas postadas no YouTube usando o nome comercial Forró das Antigas, tornou-se comum o uso deste rótulo para se referir a bandas de forró romântico conhecidas antes de 2010, como por exemplo Limão com Mel (1993), Mastruz com Leite (1990), Calcinha Preta (1995), Magníficos (1995), Desejo de Menina (2003), Cavaleiros do Forró (2001), Moleca 100 Vergonha (1999), Banda Styllus (1989), Brucelose.

### Forró e religiosidade popular
Estudiosos tem apontado para a importância do gênero no âmbito religioso. Observa-se uma transversalidade religiosa quando o forró passa a utilizado de forma mais ou menos intensa na religiosidade popular brasileira, principalmente no Catolicismo, no Pentecostalismo e na Umbanda.

#### No catolicismo romano
No catolicismo, o forró é muito comum em quermesses, festas populares como as festas juninas, bem como é utilizado nas missas, através de grupos de músicas que fazem adaptações dos cânticos de missa para o gênero.

#### No pentecostalismo
Observa-se uma presença muito forte do gênero nas comunidades pentecostais. O forró está presente desde os primórdios da religião no Brasil. Como expressão de fé de uma parcela marginalizada da população, o forró passou a ser para os pentecostais uma forma de afirmação e disseminação de suas doutrinas. Atualmente, os pentecostais chamam o ritmo de "corinho de fogo".

#### Na umbanda
Os cânticos são entoados em um ritmo impulsionado pelo toque dos atabaques, contudo nota-se a presença de ritmos como o baião e o coco em muitos pontos. Pode-se citar aqui também os pontos ligados às entidades baianas ou oriundas de regiões do Nordeste brasileiro. Um ponto famoso com forte influência dos dois ritmos citados é "Mamãe Oxum".

### Patrimônio cultural
Tendo seu valor cultural e relevância reconhecidos pelo Instituto do Patrimônio Histórico e Artístico Nacional, o Forró foi declarado Patrimônio Cultural Imaterial em 2021.

### A violência de gênero no forró
O forró, um gênero musical que vem do nordeste do Brasil, tem sido uma grande parte da identidade cultural dos nordestinos. Recentemente, há um foco nas letras de forró que perpetuam um tipo de senso superior dos homens nordestinos contra as mulheres. Não somente as mulheres sofrem com os estereótipos criados nas letras de forró mas também, os da comunidade LGBT+, de acordo com pesquisadores da Universidade de Fortaleza e a UNICAMP, “... o Nordeste é a região que concentra maior número de mortes homoafetivas, com 43% do total, demonstrando o [a falta de] reconhecimento das masculinidades alternativas.” Também, o forró é conhecido por sua sexualização do corpo feminino através das letras das canções. De acordo com um estudo da Universidade Federal de Piauí, as duas canções: “Hoje eu tô solteiro" e “Banda Calcinha Preta”, ambos geram-se alguns sentidos de um sistema patriarcal e reforçam-se  “...a submissão feminina em relação ao homem''.
Além da música, as letras machistas se manifestam em violência contra as mulheres nas festas de forró e pelo país inteiro. Pesquisadoras da Universidade de Fortaleza concluíram que as letras moldam as opiniões dos homens em relação às mulheres de maneiras negativas. Os quatro sentimentos que eles identificam que os homens aprendem são: a desmoralização da vítima, a justificação do estupro pelo álcool, a desqualificação da negativa feminina e a banalização da violência contra a mulher. Pesquisadores argumentam que o resultado desses sentimentos é violência de gênero em todo o país, onde 43% das mulheres sofreram violência sexual ao longo da vida. Os problemas têm persistido nos últimos tempos.

## Tipos de danças

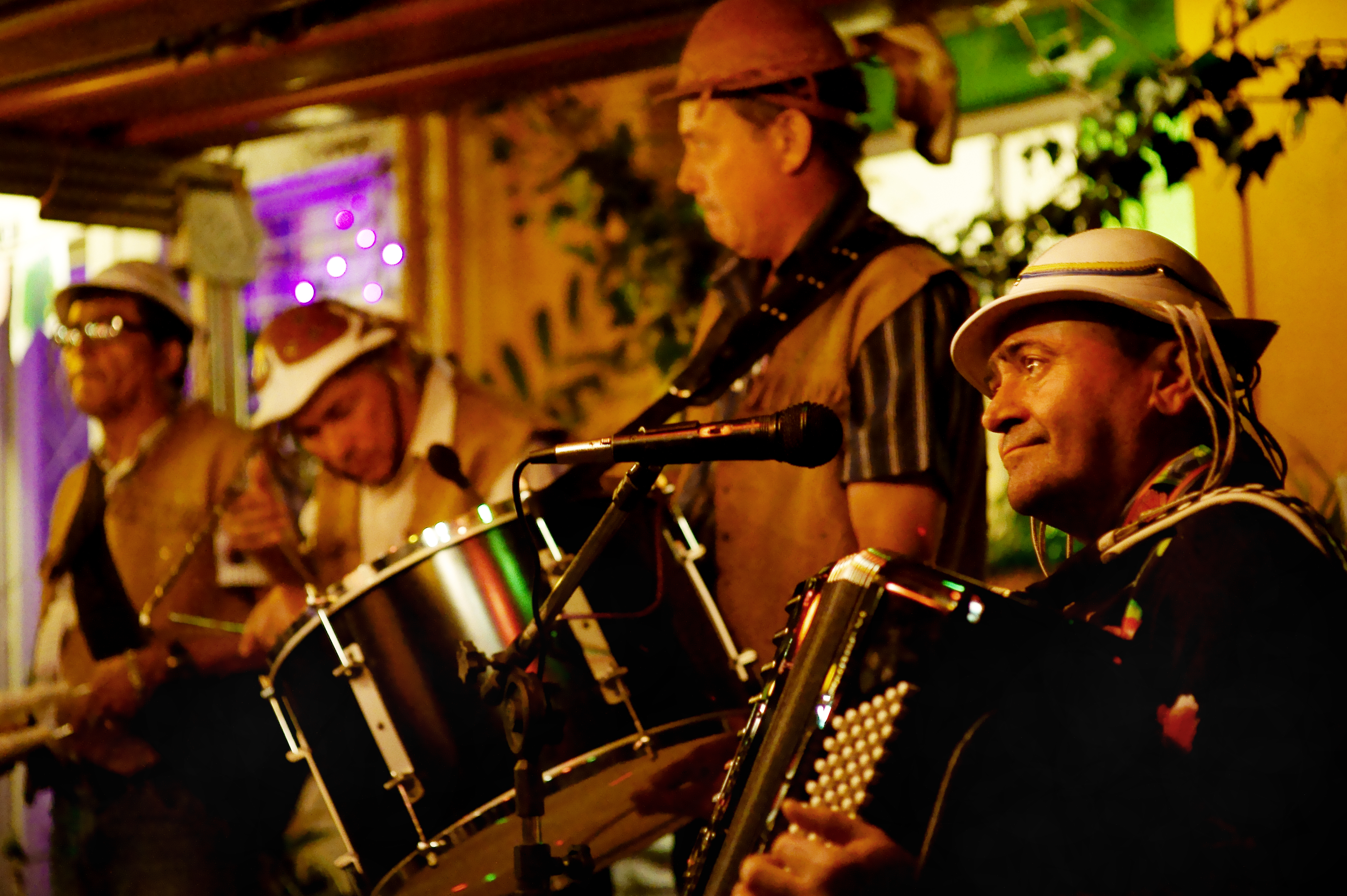
Típico grupo de forró com acordeão, triângulo e zabumba.

O forró é dançado em pares, e evoluiu para vários estilos que têm raízes em diversos outras danças, adaptadas para o molde e a estética que a cultura e a música do forró apresenta. O estilo de música, bastante abrangente dentro do forró, também irá variar com as danças.
O forró é dançado ao som de vários gêneros musicais brasileiros tipicamente nordestinos, além do gênero musical forró, entre os quais destacam-se: o xote, o baião, o arrasta-pé, o xaxado, a marcha (estilo tradicionalmente adotado em quadrilhas) e coco, e algumas vezes, o maracatu. Todos esses gêneros musicais são próximos, mas não são o mesmo que música forró.

Danças tradicionais ou populares:
- Dança em casais. A característica em comum e clássica entre elas é o abraço fechado:
  - Xote: conhecida também como dança (tradicional) do forró. O passo original é chamado de "2x2" - dois para lá de dois para cá[40] - também são executados outros passos na mesma marcação. Ela acompanha músicas do xote e de outros gêneros como baião, coco, forró (gênero musical), rojão e toada. É a dança mais praticada nos forrós.
  - Baião: Tem passo de marcação binária, uma troca de pé de apoio, seguido de um quique de sola do outro pé. Ela acompanha as músicas do baião.
  - Arrasta-pé: executada no passo de marcha. Ela acompanha músicas do arrasta-pé/polca e frevos executados por grupos de forró.

- Danças individuais, menos frequente nos forrós:
  - Xaxado: dança trocando o pé de apoio marcando o tempo e contratempo das músicas do xaxado. Há versão estilizadas que não marca o contratempo.
  - Coco: passos com soladas no chão marcando o ritmo. Ela acompanha músicas do coco.

Danças de salão
Surgiram no fim dos anos 90 em escolas de dança profissional. A partir de misturas da dança do xote/forró com outras danças. Elas acompanham alguns gêneros musicais como o xote, baião, forró (gênero musical), coco, rojão e toada. As principais danças são:
- O forró roots (ou de raiz, "pé-de-serra"), no modo raiz, ela é dançada em abraço fechado e contato corporal total, característica identitária da dança (tradicional) do forró, sem fazer movimentos em posições abertas. Sua criação começou nos eventos de forró de Itaúnas/ES, que introduziu principalmente movimentos intrínsecos e complexos de pernas, em sua maioria originados e modificados do tango e  samba de gafieira.

- O forró eletrônico, dançado com mais malícia e com um apelo maior para a sexualização dos pares, tem grande influência da lambada, salsa e até mesmo a bachata dominicana.

- O forró universitário a maioria das figuras são em posições abertas com movimentos de braços de salsa cubana e/ou salsa L.A.(Los Angeles). Há movimentos de outras danças, como zouk e lambada em posição aberta ou no abraço do xote/forró.